# Naturschutzgebiet Wildenburg
Das Naturschutzgebiet Wildenburg wurde nach der gleichnamigen Burgruine in der Nähe von Kempfeld im Höhenzug Idarwald im Hunsrück (Naturpark Saar-Hunsrück) benannt und gehört mit zum Nationalpark Hunsrück-Hochwald.

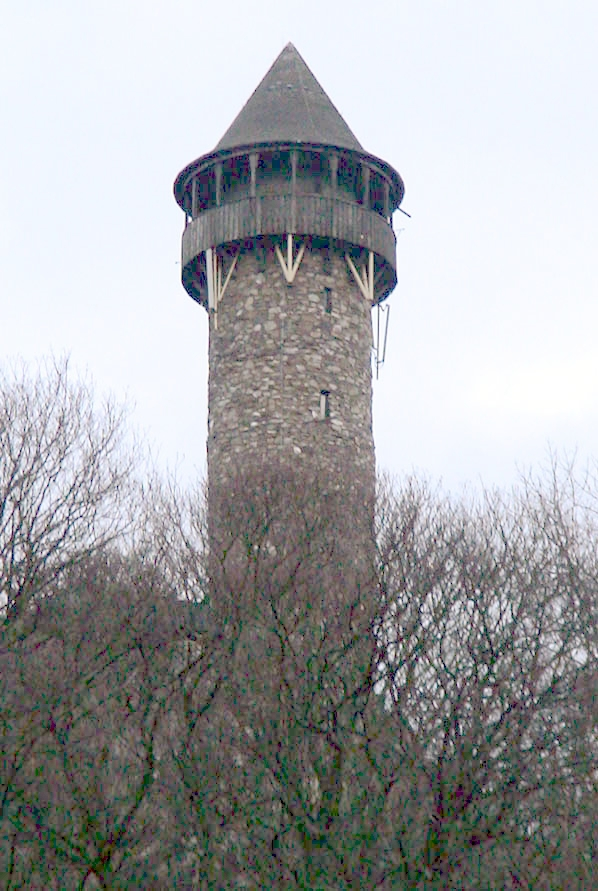
Burgruine Wildenburg

Das Naturschutzgebiet erstreckt sich entlang eines langgezogenen, mauerartigen Gebirgsrückens, umfasst eine Fläche von 25,12 ha und liegt auf den Gemarkungen der Ortsgemeinden Veitsrodt und Kempfeld (Verbandsgemeinde Herrstein) im rheinland-pfälzischen Landkreis Birkenfeld. Es wurde 1940 unter dem Namen „Wildenburg und Umgebung“ unter Naturschutz gestellt und ist heute unter der Nummer NSG-7134-083 registriert. Auf dem hauptsächlich aus Taunusquarzit bestehenden Höhenzug hat sich in den häufigen Schutthalden eine urwüchsige Eichen- und Buchenvegetation herausgebildet. Vom Aussichtsturm der Wildenburg kann man die Umgebung gut überblicken.